# Les Bessons
Les Bessons ist eine französische Gemeinde mit 424 Einwohnern (Stand: 1. Januar 2022) im Département Lozère in der Region Okzitanien. Sie gehört zum Kanton Peyre en Aubrac und zum Arrondissement Mende. 

## Lage
Die Gemeinde Les Bessons liegt im Zentralmassiv und grenzt im Nordwesten an La Fage-Saint-Julien, im Nordosten an Saint-Chély-d’Apcher, im Osten an Rimeize, im Süden an Peyre en Aubrac mit Aumont-Aubrac und Fau-de-Peyre und im Westen an La Fage-Montivernoux. Das Gemeindegebiet wird vom Flüsschen Chapouillet durchquert und gehört zum Regionalen Naturpark Aubrac.

## Bevölkerungsentwicklung
| Jahr      | 1962 | 1968 | 1975 | 1982 | 1990 | 1999 | 2008 | 2018 |
| --------- | ---- | ---- | ---- | ---- | ---- | ---- | ---- | ---- |
| Einwohner | 355  | 342  | 325  | 335  | 273  | 361  | 448  | 432  |